# David Pech
David Pech (* 22. Februar 2002 in Brandýs nad Labem-Stará Boleslav) ist ein tschechischer Fußballspieler.

## Karriere

### Verein
Nachdem David Pech in der Jugend beim FK Brandýs and Labem gespielt hatte, ging es für ihn danach kurz weiter zum SK Zápy, nur um bis 2013 wieder bei seinem früheren Klub zu spielen. Anschließend war er für den FK Mladá Boleslav aktiv und durchlief dort alle weiteren U-Mannschaften. Anfang 2019 wurde er ein fester Teil des Kaders der ersten Mannschaft. Sein Ligadebüt hatte er am 18. August 2019, als er bei einer 1:2-Niederlage gegen den FK Jablonec zur 77. Minute für Antonin Krapka eingewechselt wurde. Nach ein paar weiteren Einsätzen fiel er im Februar 2020 aufgrund eines Beinbruchs für den Rest der Saison aus. Erst in der Saison 2022/23 wurde er Stammspieler. Im Januar 2023 wurde er von Slavia Prag verpflichtet. Nach ersten Einsätzen für Slavia zog er sich im Sommer 2023 einen Kreuzbandriss zu und kam erst wieder Ende März 2024 in der zweiten Mannschaft zum Einsatz. Im Sommer 2024 wurde er für eine Saison an Dukla Prag verliehen.

### Nationalmannschaft
Nach Freundschaftsspielen mit der tschechischen U15 sowie der U16 kam David Pech von August 2018 bis Mai 2019 auch für die U17 zum Einsatz und spielte abschließend mit dieser bei der Europameisterschaft 2019, wo er in allen Partien seines Teams eingesetzt wurde. Nach der U18, der U19 sowie der U20 folgten ab Juni 2022 auch Einsätze mit der U21. Dort gehörte er bei der Europameisterschaft 2023 zum Turnierkader und kam zu zwei Einsätzen.